# Venelin, Varna
Venelin (în bulgară Венелин) este un sat în comuna Dolni Ciflik, regiunea Varna,  Bulgaria. 

## Demografie
Componența etnică a satului Venelin
     Turci (39,31%)
     Bulgari (25,99%)
     Romi (1,1%)
     Nicio identificare (33,59%)
La recensământul din 2011, populația satului Venelin era de 908 locuitori. Nu există o etnie majoritară, locuitorii fiind turci (39,31%), bulgari (25,99%) și romi (1,1%). Pentru 33,59% din locuitori nu este cunoscută apartenența etnică.